# Dossier (programa de televisión)

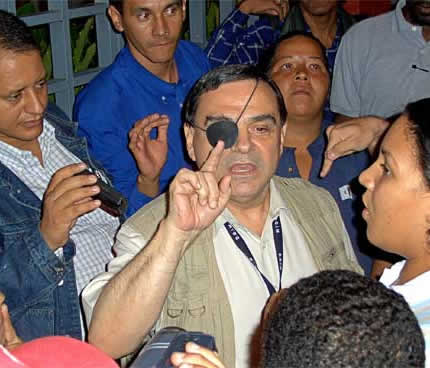
Walter Martínez, conductor del programa Dossier.

Dossier es un programa de análisis político nacional e internacional presentado en la televisión venezolana. Es conducido por el periodista y corresponsal de guerra Walter Martínez; un periodista de origen uruguayo radicado hace varias décadas en Venezuela. Aunque Dossier ha sido producido en diferentes canales, su inicio fue en el canal estatal Venezolana de Televisión donde se mantiene la mayor parte de su tiempo.
En sus inicios se trataba de un segmento del espacio informativo La Noticia, el cual venía a ser la sección de análisis internacional de dicho noticiario y llevaba por nombre Dossier en La Noticia. Desde 1990 se convierte en un programa independiente al ser transmitido a través de Televen donde permaneció hasta 1993. 

## Características del programa
Dossier se emite en horario nocturno. Es un recuento de las noticias más trascendentales del día. Su duración es de una hora, dividido en dos bloques de media hora. Se analiza la política internacional. Walter Martínez suele comenzar sus programas con una breve introducción donde resume los hechos más relevantes del día o comenta las implicaciones de alguno en particular. 
Esta introducción culmina con la frase "los acontecimientos en pleno desarrollo". A continuación y de pie frente a un gran mapa mundi, Walter Martínez repasa las noticias del día señalando con un apuntador la localización geográfica de los escenarios de las mismas, alternando videos y entrevistas con sus propios comentarios y análisis. El programa suele terminar con alguna nota curiosa y su distintiva referencia a "nuestra querida, contaminada y única nave espacial". Martínez finaliza cada emisión de su programa con la frase: disponga usted de las cámaras, señor director.
El programa salió del aire en agosto de 2005 por hacer duras críticas contra personajes del gobierno del Presidente Hugo Chávez, asegurando que existía corrupción como también de la directiva del propio canal y regresó con un especial sobre la guerra ruso-georgiana en agosto de 2008, reiniciando sus transmisiones diarias de lunes a viernes el 15 de septiembre de 2008, en su nueva etapa el programa (con una hora de duración).
Dossier se emite en vivo por Venezolana de Televisión (VTV) y hasta diciembre de 2018 fue retransmitido con media hora de diferencia por Telesur, la cadena de televisión pan-latinoamericana que transmite en señal abierta y por satélite con sede en Caracas, Venezuela. El 27 de mayo de 2020 Dossier salió del aire en VTV bajo el pretexto de la cuarentena por la pandemia del COVID-19. Martínez reveló a través de su cuenta en Twitter, que su programa dejó de emitirse en esa planta televisiva porque al parecer, el personal sería muy escaso durante la cuarentena decretada por el Ejecutivo.